# De stalen zeemeermin
 De stalen zeemeermin  is een verhaal uit de Belgische stripreeks Piet Pienter en Bert Bibber van Pom.
Het verhaal verscheen voor het eerst in Het Handelsblad van 8 april 1952 tot 15 augustus 1952.

## Personages
- Piet Pienter
- Bert Bibber
- Susan
- J.J.J. Truellman

## Albumversies
De stalen zeemeermin verscheen in 2009 bij Uitgeverij 't Mannekesblad in zeer beperkte oplage. In 2022 gaf Culturele Vereniging Spirit het album voor het eerst op een volwaardige manier uit.